# Napad na Canso
Napad na Canso se je zgodil med 22. septembrom in 22. novembrom 1776 med ameriško revolucionarno vojno. V napadu je ameriški kapitan kontinentalne mornarice John Paul Jones napadel Canso, Nova Škotska (danes del Kanade) in okoliške ribiške vasi.

## Ozadje
Med ameriško revolucijo so ameriške sile in privatniki redno napadali Novo Škotsko po kopnem in morju. Ameriški privatniki so opustošili pomorsko gospodarstvo z napadi na številne obalne skupnosti, na primer številni napadi na Liverpool in na Annapolis Royal.
George Washingtonov 14.Regiment je 17. novembra 1775 napadel Charlottetown, ki se zdaj nahaja na Otoku princa Edvarda, tri dni kasneje pa so napadli pristanišče Canso .

## Napad
22. septembra 1776 je častnik ameriške kontinentalne mornarice, nadporočnik in takrat začasno kapitan John Paul Jones, napadel Canso. Kapitan Jones je poveljeval USS Providence. Uničil je petnajst ladij in poškodoval veliko premoženja na obali. Tam je rekrutiral ljudi, da bi zapolnil prosta mesta, ki so nastala zaradi prevzetja zaplenjenih ladij, požgal britansko ribiško škuno, potopil drugo in ujel tretjo, poleg šalote, ki jo je uporabil kot tovorno ladjo.
Jones je nato oropal skupnost Petit-de-Grat in Arichat na Isle Madame, Nova Škotska. Devet ladij (300 mož) se je takoj predalo. Zvečer 25. septembra je vihar tri ladje, ki so bile namenjene lovu, prinesel na obalo in jih uničil. (Preostale ladje so bile »Alexander«, »Kingston Packet«, »Success« in »Defence«.) Jones je uničil ribiško podjetje Johna Robina, ko so ga izropali in uničili. Poslovanje Johna Robina se je končalo in vrnil se je šele po vojni. Jones je nato odplul v Boston.
22. novembra se je John Paul Jones leta z ladjo USS Alfred vrnil v Canso. Čolni z ladje »Alfred« so na obalo pripeljali roparsko skupino; njegove posadke so požgale transportno ladjo, namenjeno v Kanado, z zalogami in skladiščem, polnim kitovega olja, poleg tega pa so ujeli tudi majhno škuno. Jones je skupno osvojil 6 nagrad (to je 6 k+ladija), 1 ladja je bila sežgana, 1 pa zasežena.
Kapitan Jones se je nato odpravil v današnji Sydney, Nova Škotska, da bi osvobodil 300 Američanov, zaprtih v britanskih premogovnikih.